# Жевенже
Жевенже (фр. Gevingey) насеље је и општина у источној Француској у региону Франш-Конте, у департману Јура која припада префектури Лон ле Соније.
По подацима из 2011. године у општини је живело 451 становника, а густина насељености је износила 76,44 становника/km². Општина се простире на површини од 5,9 km². Налази се на средњој надморској висини од 257 метара (максималној 487 m, а минималној 242 m).

## Демографија
| 1962. | 1968. | 1975. | 1982. | 1990. | 1999. | 2011. |
| ----- | ----- | ----- | ----- | ----- | ----- | ----- |
| 386   | 405   | 369   | 379   | 384   | 417   | 451   |

График промене броја становника у току последњих година